# یوسی بیورلینگ
یوسی بیورلینگ (سوئدی: Jussi Björling؛ تلفظ سوئدی: [ˈjɵs:ɪ ²bjœ:ɭɪŋ]؛ تلفظ انگلیسی: ‎/ˈjuːsi ˈbjɔːrlɪŋ/‎؛ ‏ ۲ فوریهٔ ۱۹۱۱ – ۹ سپتامبر ۱۹۶۰) خواننده تنور اپرا اهل سوئد بود که به زبان‌های فرانسوی، ایتالیایی و روسی اجرا می‌کرد.
او یکی از پیشگامان خوانندگی اپرا و یکی از بزرگترین خوانندگان در قرن بیستم بود<ref name="Greatest">"100 Greatest Singers of the Century" (PDF). Static1.squarespace.com. Retrieved 5 February 2025.</ref و سال‌های طولانی در تالار اپرای متروپولیتن نیویورک و به میزان کمتری در تالار اپرای سلطنتی لندن و لا اسکالا به اجرای اپرا پرداخت.